# 공군방공관제사령부
공군방공관제사령부(空軍防空管制司令部, Air Defense Control Command)는 공군작전사령부 예하의 방공 식별 구역 관제 및 감시를 전담하고 있는 대한민국 공군의 기능 사령부이다.

## 역사
1955년 9월 1일, 수원 공군기지에서 제30비행관제경보대대로 창설된 부대는 예하에 강릉과 포항, 오산 비행관제경보파견대를 편성, 한미 합동으로 영공방위를 위한 공중감시 임무를 시작했다.
1957년 30관제경보전대로 승격된 부대는 본부를 현 오산기지로 이동하고, 각 지역의 관제부대를 미군으로부터 인수함으로써 한국 공군이 단독으로 대한민국 영공감시 임무를 수행하는 시대의 문을 열었다.
이후 레이더 장비와 부대 확충이 요구됨에 따라 1963년 9월 10일 제30방공관제단을 창설하고, 1965년부터 방공관제장비 현대화 사업추진을 시작해 남·북부 중앙방공관제소와 6개의 지방방공관제소를 보유한 현대화된 방공체계를 구축했다.
중앙방공통제소로 불리는 MCRC는 1985년 7월에 제1MCRC가, 2003년 5월에는 제2MCRC가 전력화됐다.
2013년 6월 11일, 항공통제 무기체계의 발전과 방공관제 임무 및 기능이 확장됨에 따라 공군방공관제사령부로 승격되었다.

## 편제
중앙방공통제소(MCRC)와 항공관제·방공 레이더 사이트를 운용하고 있다.
- 사령부 본부
- 제31방공통제전대
  - 제1중앙방공통제소(1MCRC), 오산 공군기지
- 제32방공통제전대
  - 제2중앙방공통제소(2MCRC), 대구 공군기지
- 제33방공관제전대
- 제34방공관제전대

이전
- 제51항공통제비행전대, 2013년 7월 ~ 2015년 7월

## 같이 보기
- 공군미사일방어사령부
- 공군공중기동정찰사령부

## 참조
- “공군방공관제사령부령: 대통령령 제4579호”. 국가법령정보센터. 2013년 6월 11일에 확인함.